# Joseba Eskubi
Joseba Eskubi er bildende kunstner, født I 1967 og arbejder i Bilbao, Spanien med maleri og skulptur. Joseba Eskubi har studeret kunst ved Faculty of Fine Arts of the Basque Country og underviser nu på Faculty of Fine Arts of the Basque Country (Leioa campus).
Joseba Eskubi maler bløde og amorfe organiske former i et univers af nedbrydning og hans billeder fremstår surrealistiske, mørke og ofte mystisk foruroligende. Hans billeder er mange gange en enkelt organisk figur malet i et dystert perspektiv som i et mørkt landskab eller som i havets dystre dyb. Hans arbejder er udført med blandede teknikker (oliemaling, acryl, plasticine, fotografi m.m.)

## Nogle Udstillinger
- "NIGHT ON EARTH", Collegium Hungaricum, Berlin 2015
- "GRAND OPENING", Artdocks Gallery, Bremen 2014
- delicARTessen 13, Esther Montoriol Gallery, Barcelona 2014
- "ENCAPSULADOS", Casa Sostoa, Málaga 2014
- KONTVENTPUNTZERO 2014, Silenci abans de Bach, Cal Rosa (Cataluña)
- PULSE MIAMI, Mirus Gallery, Miami 2013
- “NOT NOW”, Galerie Wolfsen, Aalborg, Denmark 2013
- ART COPENHAGEN, Galerie Wolfsen, 2013
- “DREAMTIME: NEW SURREALISM”, Mirus Gallery, San Francisco 2013
- PINTA Art Show, Galería Paula Alonso, London 2013
- “IN TRANCE”, Schafhof, European House of Art, Freising 2013
- “VIEKZUVIEL”, Galerie Baum Auf Dem Hügel, Berlin 2013
- “SMALL WORLDS”, Galerie im Park, Bremen 2013
- “DINA A33” , Louis 21 Gallery, Palma de Mallorca 2013
- “VERFHOND´S 2013 INTERNATIONAL PAINTING SHOW”, Brouwersgracht 151, Amsterdam 2013
- Galerie im Park, Bremen 2013
- Galeria Paula Alonso, Madrid 2013[2]
- Louis 21 Gallery. Palma Mallorca 2013
- Insomnia, Sala Rekalde, Bilbao 2012-2013
- Galería Alegría, Barcelona 2012
- Jamete Gallery, Cuenca 2010
- Epelde & Mardaras Gallery, Bilbao 2008
- Muelle 27 Gallery , Madrid 2005
- Bilkin Gallery , Bilbao 2002
- 2001 Desparadisoa, Städtische Galerie im Butentor, Bremen / Academia de España, Roma
- 1997 La Brocha Gallery , Bilbao.
- 1994 Aula de Cultura de la BBK, Elcano, Bilbao.
- 1993 Casa de Cultura de Muskiz.
- 1992 La Fundición Gallery , Bilbao.

Joseba Eskubi har deltaget i gruppeudstillinger siden 1987 i Spanien, Portugal, Italien, Tyskland, USA og Danmark. I Danmark har han udstillet på NOT NOW (Webside ikke længere tilgængelig) juni 2013, Galeri Wolfsen, Ålborg, Art Herning (Webside ikke længere tilgængelig) 25-27 januar 2013 hos Galerie Wolfsen og på "High On Lowbrow" (Webside ikke længere tilgængelig) Galerie Wolfsen, Ålborg, 3-24 november 2012.
- “INSOMNIA” mixed media af Joseba Eskubi 2012
- “INSOMNIA” mixed media af Joseba Eskubi 2012
- Akryl på papir uden titel af Joseba Eskubi 2013
- Maleri uden titel af Joseba Eskubi 2013
- Maleri uden titel af Joseba Eskubi 2013
- Maleri uden titel af Joseba Eskubi 2013
- Maleri uden titel af Joseba Eskubi 2013
- Maleri uden titel af Joseba Eskubi 2013
- Maleri uden titel af Joseba Eskubi 2013
- Maleri uden titel af Joseba Eskubi 2013

## Eksterne links
1. ↑  Beskrivelse, CV, soloudstillinger, gruppeudstillinger. Tetartet.de
2. ↑  "Bibliografia. Galeria Paula Alonso". Arkiveret fra originalen 13. juni 2014. Hentet 11. februar 2013.

- Joseba Eskubi homepage
- Joseba Eskubi på Supersonic, 2014 Arkiveret 2. april 2015 hos  Wayback Machine
- Joseba Eskubi på Collater.al, 2014
- Joseba Eskubi på Empty Kingdom, 2013 Arkiveret 21. december 2014 hos  Wayback Machine
- Joseba Eskubi på Patternbank, 2012 Arkiveret 5. juli 2015 hos  Wayback Machine
- Joseba Eskubi på Facebook
- Joseba Eskubis fotostream på flickr.com
- Joseba Eskubi hos Escape Into Life
- Joseba Eskubi hos Saatchi Online Arkiveret 1. februar 2013 hos  Wayback Machine
- Joseba Eskubi hos Juxtapoz Arkiveret 28. juni 2012 hos  Wayback Machine
- Joseba Eskubi hos Portfotolio
- http://teorificios.com/arteficios/joseba-eskubi/ Arkiveret 29. marts 2013 hos  Wayback Machine
- http://the22blog.com/tag/eskubi/ Arkiveret 11. september 2013 hos  Wayback Machine